# 白蛇伝説 (1988年の映画)
『白蛇伝説』（はくじゃでんせつ、原題: The Lair of the White Worm）は、1988年9月14日公開のイギリスの映画。ブラム・ストーカーの小説『白蛇の巣』の映画化作品で、製作・監督・脚本はケン・ラッセルによる。ローマ国際ファンタスティック映画祭最優秀特撮賞を受賞した。
日本では1989年10月21日に劇場公開された。1991年10月21日に『ケン・ラッセルの白蛇伝説』のタイトルでポニーキャニオンよりVHSが発売された。また、2000年2月25日にハピネット・ピクチャーズよりDVDが発売し、2006年5月26日にTCエンタテインメントより再び発売されている。

## ストーリー
英国の高原地方の片田舎に巨大な白蛇の伝説が存在する。あの日、青年考古学者のアンガス・フリントは宿の庭でローマ時代の大きな蛇の頭蓋骨を発掘する。スコットランドのある街で白蛇の姿をした邪神の伝説を聞かされる。そして、白蛇の伝説を伝わる村以来、蛇が人を襲うという不思議な事件が続発する。その村の森にある「神殿の家」と呼ばれる謎の館に住み着く謎の妖艶な女性レディ・シルヴィアが突然に現れ、男を誘惑する。実はレディ・シルヴィアが白蛇の邪神・ダイオニオンを奉る異教の蛇妖の化身であり、アンガスが滞在した民宿を営んでるトレント姉妹のイヴを誘惑し、転生を繰り返して為に処女のイヴをダイオニオンに献上されている。白蛇を退治した聖者の末裔を担当するアンガスはイヴを救出するために蛇妖たちと戦い続けていた。

## キャスト
- アンガス・フリント - ピーター・キャパルディ
- レディ・シルヴィア - アマンダ・ドノホー
- イヴ・トレント - キャサリン・オクセンバーグ
- メアリー・トレント - サミ・デイヴィス
- ジェイムズ・ダンプトン卿 - ヒュー・グラント
- ペータース - ストラトフォード・ジョーンズ
- アニー - ポール・ブルック

## スタッフ
- 製作：ケン・ラッセル
- 脚本：ケン・ラッセル
- 原作：ブラム・ストーカー
- 撮影：ディック・ブッシュ
- 音楽：スタニスラフ・シレヴィッチ
- 日本語字幕：武満真樹